# Marceline Desbordes-Valmore
Marceline Desbordes-Valmore (n. 20 iunie 1786 - d. 23 iulie 1859) a fost o poetă franceză.
Versurile sale romantice se caracterizează prin stilul elegiac, prin vibranta sinceritate a sentimentelor și muzicalitatea originală, fiind o precursoare a simbolismului.

## Opera
- 1819: Elegii și romanțe ("Élégies et romances");
- 1829: Poezii ("Poésies");
- 1825: Elegii și poezii noi ("Elégies et Poésies nouvelles");
- 1830: Poezii inedite ("Poésies Inédites");
- 1833: Lacrimile ("Les pleurs");
- 1839: Sărmane flori ("Pauvres Fleurs");
- 1860: Poezii postume ("Poésies posthumes").